# Żagań
Żagań (polonès: [ˈʐaɡaɲ], francès i alemany: Sagan) és una ciutat de l'oest de Polònia, localitzada a la vora del riu Bóbr. Històricament, Żagań és la seu dels Ducs de Silèsia, i la capital del Comtat homònim. Anteriorment va pertànyer al Voivodat de Zielona Góra (1975-1998), no obstant això, des de 1999 Żagań pertany al Voivodat de Lubusz. Segons el cens de 2004 la ciutat té 26,665 habitants.